# Buddleja bhutanica
Buddleja bhutanica är en flenörtsväxtart som beskrevs av Yamazaki. Buddleja bhutanica ingår i släktet buddlejor, och familjen flenörtsväxter. Inga underarter finns listade i Catalogue of Life.